# Diploceraspis

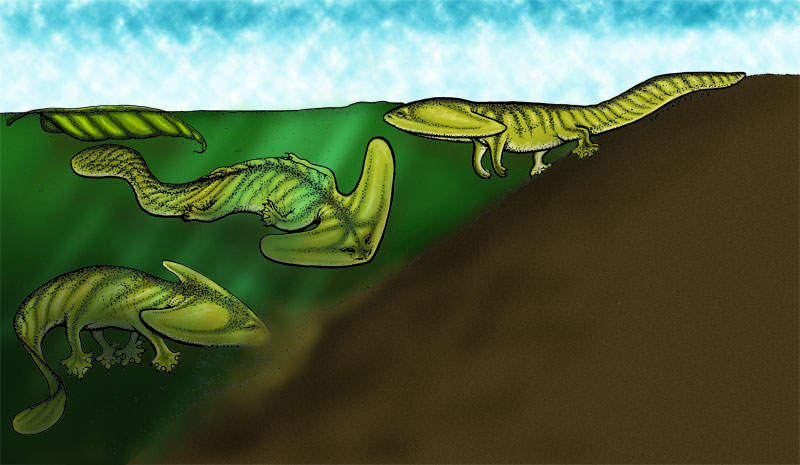
Nhóm Diploceraspis

Diploceraspis là một loài lưỡng cư lepospondyl. Nó sống ở Ohio trong kỷ Permi. Nó gần giống với Diplocaulus, và là một người họ hàng. Nó tương tự như Diplocaulus, mặc dù nó nhỏ hơn, khoảng 46 cm.